# Haematopota duplicata
Haematopota duplicata är en tvåvingeart som beskrevs av Friedrich Hermann Loew 1858. Haematopota duplicata ingår i släktet Haematopota och familjen bromsar.
Artens utbredningsområde är Angola. Inga underarter finns listade i Catalogue of Life.